# 고수열전
《고수열전》은 SBS Biz에서 방영되는 대한민국의 시사교양 프로그램이다. 일요일 오후 1시에 방영되며 공식 기획마케팅 대행사 해빙미디어(02-2664-6149)와 정주영 PD, 박겸주PD(010-5245-0968) 가 기획 마케팅을 담당하는 대표적인 생활정보 프로그램이다.
2023년 7월 15일 1%의 비밀 고수열전이라는 제목으로 첫 방송을 시작해, 현재까지 방영중이다.

## 출연자목록
2024년 5월 26일에 방영된 32회에서 틱톡 인플루언서 링링언니가 보석의 고수로 출연하였다.
2024년 8월 18일에 방영된 44회에서 횟집 운영의 고수로 주나수산을 운영중인 정준하가 출연하였다.
2024년 9월 15일에 방영된 48회에서 영림몰딩, 인테리어로 유명한 기업인 영림임업이 소개되었다.
2024년 11월 3일에 방영된 55회에서 전 젝스키스 멤버 고지용이 편백찜과 샤브샤브의 고수로 고수열전에 출연하였다.
2024년 12월 8일에 방연된 60회에서 미용 프렌차이즈로 유명한 리안헤어가 소개되었다.